# George Falcke
George Falcke  (Boston, Massachusetts, 2 de març de 1891 – Copenhaguen, 1 de febrer de 1979) va ser un gimnasta artístic danès que va competir a començaments del segle xx. Era el besavi de la patinadora Cathrine Grage.
El 1912 va prendre part en els Jocs Olímpics d'Estocolm, on va guanyar la medalla de plata en el concurs per equips, sistema suec del programa de gimnàstica.